# Corazón (Santana)
Corazón è il ventiduesimo album discografico in studio dei Santana, pubblicato nel maggio 2014.

## Descrizione
Sono presenti cover come La flaca di Jarabe de Palo, Una Noche en Napoles di Pink Martini e Oye como va di Tito Puente.
Al disco hanno collaborato diversi artisti del mondo rock latino, tra cui Juanes, Gloria Estefan, Ziggy Marley, Pitbull, Wayne Shorter, Los Fabulosos Cadillacs, Lila Downs, Niña Pastori, Romeo Santos, Miguel, Cindy Blackman e altri.
Come musicisti hanno partecipato anche artisti tra cui Vicentico, Tim Pierce, Miguel, Flavio Cianciarulo, Dennis Chambers e Cindy Blackman.
Le registrazioni sono state effettuate in diversi studi, principalmente a Las Vegas e Burbank, mentre anche il missaggio è stato effettuato in diverse città, precisamente Hollywood, Universal City (California) e New York.
L'album è stato prodotto da Lester Mendez.

## Vendite
In Italia il disco ha esordito alla posizione numero 13 della classifica FIMI.
Negli Stati Uniti il disco ha raggiunto la posizione numero 9 della classifica Billboard 200, in Austria la numero 5 ed in Polonia la posizione numero 10.

## Tracce
1. Saideira (feat. Samuel Rosa) – 3:55 (Samuel Rosa e Rodrigo F. Leão)
2. La flaca (feat. Juanes) – 4:11 (Pau Donés)
3. Mal Bicho (feat. Los Fabulosos Cadillacs) – 3:38 (Flavio Cianciarulo)
4. Amor Correspondido (feat. Diego Torres) – 4:10 (Rafael Esparza-Ruiz e Yoel Henríquez)
5. Una Noche en Nápoles (feat. Lila Downs, Niña Pastori e Soledad) – 4:30 (Thomas Mack Lauderdale e China F. Forbes)
6. Beijo de Longe (feat. Gloria Estefan) – 4:17 (Teofilo Chantre e Gerard Mendes)
7. Margarita (feat. Romeo Santos) – 4:01 (Romeo Santos)
8. Indy (feat. Miguel) – 3:26 (Miguel Pimentel)
9. Oye 2014 (feat. Pitbull) (versione rimasterizzata del brano Oye Como Va, pubblicato nell'album del 1970 Abraxas) – 3:24 (Tito Puente, Niles Hollowell-Dhar e Amando Christian Perez)
10. Yo Soy La Luz (feat. Wayne Shorter e Cindy Blackman) – 4:06 (Carlos Santana)
11. I See Your Face – 1:19 (Bola Sete)
12. Iron Lion Zion (feat. Ziggy Marley e ChocQuibTown) – 4:32 (Bob Marley)

Bonus track edizione deluxe
1. Saideira (feat. Samuel Rosa) – 3:55 (Samuel Rosa e Rodrigo F. Leão)
2. Feel it Coming Back (feat. Miguel) (versione in lingua inglese del brano Amor Correspondido di Miguel) – 4:09 (Rafael Esparza-Ruiz e Yoel Henríquez)
3. Besos de Lejos (feat. Gloria Estefan e Teófilo Chantre) – 4:17 (Teofilo Chantre e Gerard Mendes)